# Pallavolo ai XXXI Giochi mondiali universitari estivi - Torneo femminile
Il torneo femminile di pallavolo ai XXXI Giochi mondiali universitari estivi si è svolto dal 30 luglio al 6 agosto 2023 a Chengdu in Cina, durante i XXXI Giochi mondiali universitari estivi: al torneo hanno partecipato dodici squadre nazionali e la vittoria finale è andata per la settima volta alla Cina.

## Impianti
|                                                                                   |                                                                                |                                                                       |
|                                                                                   |                                                                                |                                                                       |
| Chengdu University Gymnasium Città: Chengdu Capienza: 2 200 Anno d'apertura: 2000 | Guanghua Campus Gymnasium Città: Chengdu Capienza: 2 600 Anno d'apertura: 2000 | Hongyi Gymnasium Città: Chengdu Capienza: 2 400 Anno d'apertura: 2015 |

|                                                                                 |                                                                            |  |
|                                                                                 |                                                                            |  |
| Xihua University Gymnasium Città: Chengdu Capienza: 1 620 Anno d'apertura: 2000 | Xipu Campus Gymnasium Città: Chengdu Capienza: 5 400 Anno d'apertura: 2009 |  |

## Regolamento

### Formula
Le squadre hanno disputato una prima fase a gironi con formula del girone all'italiana; al termine della prima fase:
- Le prime due classificate di ogni girone hanno acceduto alla fase finale per il primo posto, strutturata in quarti di finale, semifinali, finale per il terzo posto e finale;
- Le quattro eliminate ai quarti di finale della fase finale per il primo posto hanno acceduto alla fase finale per il quinto posto, strutturata in semifinali, finale per il settimo posto e finale per il quinto posto;
- La terza classificata di ogni girone ha acceduto alla fase finale per il nono posto, strutturata in semifinali, finale per l'undicesimo posto e finale per il nono posto.

### Criteri di classifica
Se il risultato finale è stato di 3-0 o 3-1 sono stati assegnati 3 punti alla squadra vincente e 0 a quella sconfitta, se il risultato finale è stato di 3-2 sono stati assegnati 2 punti alla squadra vincente e 1 a quella sconfitta.
L'ordine del posizionamento in classifica è stato definito in base a:
- Numero di partite vinte;
- Punti;
- Ratio dei set vinti/persi;
- Ratio dei punti realizzati/subiti;
- Risultati degli scontri diretti.

## Squadre partecipanti
| Squadra       | Qualificazione          | Ultima partecipazione |
| ------------- | ----------------------- | --------------------- |
| Argentina     | Wild card               | Napoli 2019           |
| Brasile       | 6ª alla XXX Universiade | Napoli 2019           |
| Cina          | Paese organizzatore     | Napoli 2019           |
| Colombia      | Wild card               | Gwangju 2015          |
| Germania      | Wild card               | Napoli 2019           |
| Giappone      | 3ª alla XXX Universiade | Napoli 2019           |
| Hong Kong     | Wild card               | Taipei 2017           |
| India         | Wild card               | Debutto               |
| Italia        | 2ª alla XXX Universiade | Napoli 2019           |
| Polonia       | Wild card               | Kazan' 2013           |
| Rep. Ceca     | 7ª alla XXX Universiade | Napoli 2019           |
| Taipei cinese | Wild card               | Napoli 2019           |

## Torneo

### Fase a gironi
| Girone A      | Girone B  | Girone C  | Girone D  |
| ------------- | --------- | --------- | --------- |
| Brasile       | Argentina | Hong Kong | Colombia  |
| Polonia       | Cina      | India     | Giappone  |
| Taipei cinese | Germania  | Italia    | Rep. Ceca |

#### Girone A

##### Risultati
| 30 luglio 2023 Chengdu University Gymnasium, Chengdu Durata: 2h:21 - Spettatori: 800 | Polonia       | 2 - 3 | Brasile       | 25-21, 25-22, 23-25, 19-25, 14-16 |
| 31 luglio 2023 Xipu Campus Gymnasium, Chengdu Durata: 1h:57 - Spettatori: 1 528      | Taipei cinese | 1 - 3 | Polonia       | 20-25, 25-16, 21-25, 20-25        |
| 1º agosto 2023 Xihua University Gymnasium, Chengdu Durata: 1h:18 - Spettatori: 720   | Brasile       | 3 - 0 | Taipei cinese | 25-23, 25-20, 25-20               |

##### Classifica
| Pos. | Squadra       | Pt | G | V | P | SV | SP | Ratio | PF  | PS  | Ratio |
| ---- | ------------- | -- | - | - | - | -- | -- | ----- | --- | --- | ----- |
| 1.   | Brasile       | 5  | 2 | 2 | 0 | 6  | 2  | 3,000 | 184 | 169 | 1,089 |
| 2.   | Polonia       | 4  | 2 | 1 | 1 | 5  | 4  | 1,250 | 197 | 195 | 1,010 |
| 3.   | Taipei cinese | 0  | 2 | 0 | 2 | 1  | 6  | 0,167 | 149 | 166 | 0,898 |

      Qualificata ai quarti di finale.
      Qualificata alle finali per il 9º posto.

#### Girone B

##### Risultati
| 30 luglio 2023 Xipu Campus Gymnasium, Chengdu Durata: 1h:29 - Spettatori: 1 618      | Cina      | 3 - 1 | Germania  | 11-25, 25-11, 25-15, 25-13 |
| 31 luglio 2023 Chengdu University Gymnasium, Chengdu Durata: 1h:21 - Spettatori: 850 | Argentina | 0 - 3 | Cina      | 22-25, 21-25, 24-26        |
| 1º agosto 2023 Guanghua Campus Gymnasium, Chengdu Durata: 1h:19 - Spettatori: 950    | Germania  | 3 - 0 | Argentina | 25-22, 25-22, 25-16        |

##### Classifica
| Pos. | Squadra   | Pt | G | V | P | SV | SP | Ratio | PF  | PS  | Ratio |
| ---- | --------- | -- | - | - | - | -- | -- | ----- | --- | --- | ----- |
| 1.   | Cina      | 6  | 2 | 2 | 0 | 6  | 1  | 6,000 | 162 | 131 | 1,237 |
| 2.   | Germania  | 3  | 2 | 1 | 1 | 4  | 3  | 1,333 | 139 | 146 | 0,952 |
| 3.   | Argentina | 0  | 2 | 0 | 2 | 0  | 6  | 0,000 | 127 | 151 | 0,841 |

      Qualificata ai quarti di finale.
      Qualificata alle finali per il 9º posto.

#### Girone C

##### Risultati
| 30 luglio 2023 Guanghua Campus Gymnasium, Chengdu Durata: 1h:20 - Spettatori: 1 600  | India     | 0 - 3 | Hong Kong | 13-25, 12-25, 17-25 |
| 31 luglio 2023 Xipu Campus Gymnasium, Chengdu Durata: 0h:51 - Spettatori: 1 350      | Italia    | 3 - 0 | India     | 25-12, 25-7, 25-10  |
| 1º agosto 2023 Chengdu University Gymnasium, Chengdu Durata: 0h:58 - Spettatori: 810 | Hong Kong | 0 - 3 | Italia    | 12-25, 14-25, 15-25 |

##### Classifica
| Pos. | Squadra   | Pt | G | V | P | SV | SP | Ratio | PF  | PS  | Ratio |
| ---- | --------- | -- | - | - | - | -- | -- | ----- | --- | --- | ----- |
| 1.   | Italia    | 6  | 2 | 2 | 0 | 6  | 0  | MAX   | 150 | 70  | 2,143 |
| 2.   | Hong Kong | 3  | 2 | 1 | 1 | 3  | 3  | 1,000 | 116 | 117 | 0,991 |
| 3.   | India     | 0  | 2 | 0 | 2 | 0  | 6  | 0,000 | 71  | 150 | 0,473 |

      Qualificata ai quarti di finale.
      Qualificata alle finali per il 9º posto.

#### Girone D

##### Risultati
| 30 luglio 2023 Hongyi Gymnasium, Chengdu Durata: 1h:19 - Spettatori: 1 100           | Colombia  | 0 - 3 | Rep. Ceca | 19-25, 20-25, 22-25 |
| 31 luglio 2023 Chengdu University Gymnasium, Chengdu Durata: 1h:10 - Spettatori: 600 | Giappone  | 3 - 0 | Colombia  | 25-9, 25-9, 25-7    |
| 1º agosto 2023 Xipu Campus Gymnasium, Chengdu Durata: 1h:19 - Spettatori: 1 700      | Rep. Ceca | 0 - 3 | Giappone  | 17-25, 14-25, 21-25 |

##### Classifica
| Pos. | Squadra   | Pt | G | V | P | SV | SP | Ratio | PF  | PS  | Ratio |
| ---- | --------- | -- | - | - | - | -- | -- | ----- | --- | --- | ----- |
| 1.   | Giappone  | 6  | 2 | 2 | 0 | 6  | 0  | MAX   | 150 | 77  | 1,948 |
| 2.   | Rep. Ceca | 3  | 2 | 1 | 1 | 3  | 3  | 1,000 | 127 | 136 | 0,934 |
| 3.   | Colombia  | 0  | 2 | 0 | 2 | 0  | 6  | 0,000 | 86  | 150 | 0,573 |

      Qualificata ai quarti di finale.
      Qualificata alle finali per il 9º posto.

### Fase finale

#### Finali 1º e 3º posto
|  | Quarti di finale | Quarti di finale | Quarti di finale |          |    | Semifinali | Semifinali | Semifinali |    |                 | Finale          | Finale          | Finale |  |
|  |                  |                  |                  |          |    |            |            |            |    |                 |                 |                 |        |  |
|  | 1A               | Brasile          | 3                |          |    |            |            |            |    |                 |                 |                 |        |  |
|  | 1A               | Brasile          | 3                |          |    |            |            |            |    |                 |                 |                 |        |  |
|  | 2C               | Hong Kong        | 0                |          |    |            |            |            |    |                 |                 |                 |        |  |
|  | 2C               | Hong Kong        | 0                |          | 1A | Brasile    | 2          |            |    |                 |                 |                 |        |  |
|  |                  |                  |                  |          | 1A | Brasile    | 2          |            |    |                 |                 |                 |        |  |
|  |                  |                  | 1D               | Giappone | 3  |            |            |            |    |                 |                 |                 |        |  |
|  | 1D               | Giappone         | 1D               | Giappone | 3  | 3          |            |            |    |                 |                 |                 |        |  |
|  | 1D               | Giappone         |                  |          |    |            |            |            |    |                 |                 |                 |        |  |
|  | 2B               | Germania         | 0                |          |    |            |            |            |    |                 |                 |                 |        |  |
|  | 2B               | Germania         | 0                |          | 1D | Giappone   | 0          |            |    |                 |                 |                 |        |  |
|  |                  |                  |                  |          |    |            |            |            |    |                 |                 |                 |        |  |
|  |                  |                  | 1B               | Cina     | 3  |            |            |            |    |                 |                 |                 |        |  |
|  | 1C               | Italia           | 1B               | Cina     | 3  | 1          |            |            |    |                 |                 |                 |        |  |
|  | 1C               | Italia           |                  |          |    | 1          |            |            |    |                 |                 |                 |        |  |
|  | 2A               | Polonia          | 3                |          |    |            |            |            |    |                 |                 |                 |        |  |
|  | 2A               | Polonia          | 3                |          | 2A | Polonia    | 0          |            |    | Finale 3º posto | Finale 3º posto | Finale 3º posto |        |  |
|  |                  |                  |                  |          | 2A | Polonia    | 0          |            |    |                 |                 |                 |        |  |
|  |                  |                  | 1B               | Cina     | 3  |            |            |            |    |                 |                 |                 |        |  |
|  | 1B               | Cina             | 1B               | Cina     | 3  | 3          |            |            | 1A | Brasile         | 1               |                 |        |  |
|  | 1B               | Cina             |                  |          |    |            |            |            | 1A | Brasile         | 1               |                 |        |  |
|  | 2D               | Rep. Ceca        | 0                |          |    | 2A         | Polonia    | 3          |    |                 |                 |                 |        |  |

##### Quarti di finale
| 3 agosto 2023 Xipu Campus Gymnasium, Chengdu Durata: 1h:09 - Spettatori: 1 700        | Brasile  | 3 - 0 | Hong Kong | 25-14, 25-20, 25-16        |
| 3 agosto 2023 Chengdu University Gymnasium, Chengdu Durata: 1h:44 - Spettatori: 1 120 | Italia   | 1 - 3 | Polonia   | 22-25, 25-27, 25-16, 16-25 |
| 3 agosto 2023 Xipu Campus Gymnasium, Chengdu Durata: 1h:09 - Spettatori: 2 028        | Giappone | 3 - 0 | Germania  | 25-21, 25-16, 25-13        |
| 3 agosto 2023 Chengdu University Gymnasium, Chengdu Durata: 1h:13 - Spettatori: 1 000 | Cina     | 3 - 0 | Rep. Ceca | 25-17, 25-16, 25-16        |

##### Semifinali
| 4 agosto 2023 Xipu Campus Gymnasium, Chengdu Durata: 1h:59 - Spettatori: 1 957 | Brasile | 2 - 3 | Giappone | 25-27, 25-20, 25-19, 15-25, 9-15 |
| 4 agosto 2023 Xipu Campus Gymnasium, Chengdu Durata: 1h:15 - Spettatori: 2 095 | Polonia | 0 - 3 | Cina     | 20-25, 15-25, 15-25              |

##### Finale 3º posto
| 6 agosto 2023 Xipu Campus Gymnasium, Chengdu Durata: 1h:49 - Spettatori: 1 540 | Brasile | 1 - 3 | Polonia | 25-12, 23-25, 21-25, 20-25 |

##### Finale
| 6 agosto 2023 Xipu Campus Gymnasium, Chengdu Durata: 1h:31 - Spettatori: 4 680 | Giappone | 0 - 3 | Cina | 27-29, 27-29, 22-25 |

#### Finali 5º e 7º posto
|  | Semifinali | Semifinali | Semifinali |        |    | Finale 5º posto | Finale 5º posto | Finale 5º posto |  |
|  |            |            |            |        |    |                 |                 |                 |  |
|  | 2C         | Hong Kong  | 0          |        |    |                 |                 |                 |  |
|  | 2C         | Hong Kong  | 0          |        |    |                 |                 |                 |  |
|  | 2B         | Germania   | 3          |        |    |                 |                 |                 |  |
|  | 2B         | Germania   | 3          |        | 2B | Germania        | 2               |                 |  |
|  |            |            |            |        | 2B | Germania        | 2               |                 |  |
|  |            |            | 1C         | Italia | 3  |                 |                 |                 |  |
|  | 1C         | Italia     | 1C         | Italia | 3  | 3               |                 |                 |  |
|  | 1C         | Italia     |            |        |    | 3               |                 |                 |  |
|  | 2D         | Rep. Ceca  | 1          |        |    | Finale 7º posto | Finale 7º posto | Finale 7º posto |  |
|  | 2D         | Rep. Ceca  | 1          |        |    |                 |                 |                 |  |
|  |            |            |            |        |    |                 |                 |                 |  |
|  |            |            |            |        |    | 2C              | Hong Kong       | 3               |  |
|  |            |            |            |        |    | 2C              | Hong Kong       | 3               |  |
|  |            |            |            |        |    | 2D              | Rep. Ceca       | 0               |  |

##### Semifinali
| 4 agosto 2023 Guanghua Campus Gymnasium, Chengdu Durata: 0h:55 - Spettatori: 1 400 | Hong Kong | 0 - 3 | Germania  | 14-25, 15-25, 13-25        |
| 4 agosto 2023 Guanghua Campus Gymnasium, Chengdu Durata: 1h:52 - Spettatori: 1 390 | Italia    | 3 - 1 | Rep. Ceca | 24-26, 28-26, 25-20, 25-19 |

##### Finale 7º posto
| 5 agosto 2023 Hongyi Gymnasium, Chengdu Durata: 1h:24 - Spettatori: 1 350 | Hong Kong | 3 - 0 | Rep. Ceca | 26-24, 25-20, 25-22 |

##### Finale 5º posto
| 5 agosto 2023 Guanghua Campus Gymnasium, Chengdu Durata: 2h:00 - Spettatori: 1 530 | Germania | 2 - 3 | Italia | 13-25, 25-22, 25-23, 22-25, 12-15 |

#### Finali 9º e 11º posto
|  | Semifinali | Semifinali    | Semifinali |           |    | Finale 9º posto  | Finale 9º posto  | Finale 9º posto  |  |
|  |            |               |            |           |    |                  |                  |                  |  |
|  | 3A         | Taipei cinese | 3          |           |    |                  |                  |                  |  |
|  | 3A         | Taipei cinese | 3          |           |    |                  |                  |                  |  |
|  | 3C         | India         | 0          |           |    |                  |                  |                  |  |
|  | 3C         | India         | 0          |           | 3A | Taipei cinese    | 3                |                  |  |
|  |            |               |            |           | 3A | Taipei cinese    | 3                |                  |  |
|  |            |               | 3B         | Argentina | 0  |                  |                  |                  |  |
|  | 3B         | Argentina     | 3B         | Argentina | 0  | 3                |                  |                  |  |
|  | 3B         | Argentina     |            |           |    | 3                |                  |                  |  |
|  | 3D         | Colombia      | 0          |           |    | Finale 11º posto | Finale 11º posto | Finale 11º posto |  |
|  | 3D         | Colombia      | 0          |           |    |                  |                  |                  |  |
|  |            |               |            |           |    |                  |                  |                  |  |
|  |            |               |            |           |    | 3C               | India            | 0                |  |
|  |            |               |            |           |    | 3C               | India            | 0                |  |
|  |            |               |            |           |    | 3D               | Colombia         | 3                |  |

##### Semifinali
| 3 agosto 2023 Hongyi Gymnasium, Chengdu Durata: 1h:04 - Spettatori: 1 286         | Taipei cinese | 3 - 0 | India    | 25-9, 25-18, 25-20  |
| 3 agosto 2023 Xihua University Gymnasium, Chengdu Durata: 0h:55 - Spettatori: 680 | Argentina     | 3 - 0 | Colombia | 25-14, 25-11, 25-14 |

##### Finale 11º posto
| 5 agosto 2023 Hongyi Gymnasium, Chengdu Durata: 1h:10 - Spettatori: 1 250 | India | 0 - 3 | Colombia | 19-25, 21-25, 17-25 |

##### Finale 9º posto
| 5 agosto 2023 Guanghua Campus Gymnasium, Chengdu Durata: 1h:23 - Spettatori: 1 500 | Taipei cinese | 3 - 0 | Argentina | 25-19, 25-21, 25-23 |

## Classifica finale
| Pos | Squadra       | Rosa |
| --- | ------------- | --- |
|     | Cina          | Formazione: 1 Zhang, 2 Ma, 3 Xie, 4 Xu J., 5 Wu, 6 Gao, 7 Zhong, 8 Xu X., 9 Zhuang, 10 Wang, 11 Zhou, 12 Miao, CT: Zhao                                                                    |
|     | Giappone      | Formazione: 1 Yokota, 2 Nakajima, 3 Takama, 4 Kobayashi, 5 Yamanaka, 8 Kosa, 10 Kawabata, 11 Nakagawa, 12 Sato, 13 Oyama, 14 Miyabe, 15 Ishikura, CT: Fujii                                |
|     | Polonia       | Formazione: 1 Moskwa, 2 Orzyłowska, 4 Lisiak, 6 Rasińska, 7 Nowakowska, 8 Piasecka, 10 Drabek, 11 Drużkowska, 13 Łyczakowska, 18 Łysiak, 21 Grabka, 22 Szlagowska, CT: Pasiński            |
| 4.  | Brasile       | Formazione: 1 Carvalho, 4 da Silva, 5 Danielski, 6 Machado, 7 de Lima, 8 Baijo, 9 Medeiros, 10 Groth, 11 de Oliveira, 13 Mesquita, 14 Costa, 19 Franco, CT: Gomes                          |
| 5.  | Italia        | Formazione: 5 Battistoni, 22 Panetoni, 25 Gardini, 26 Diop, 27 Carletti, 28 Frosini, 29 Piva, 33 Morello, 34 Nwakalor, 35 Cecconello, 36 Cagnin, 38 Sartori, CT: Beltrami                  |
| 6.  | Germania      | Formazione: 1 Agbortabi, 8 Fernau, 20 Weske, 26 Hölzig, 28 Keller, 29 Leweling, 35 van Clewe, 36 Silge, 37 Kühl, 40 Jatzko, 43 Kohn, 46 Nestler, CT: Neubauer                              |
| 7.  | Hong Kong     | Formazione: 2 Chan, 4 Ng, 5 Ho, 6 Wong, 7 Shum, 8 Chim, 10 Tse, 12 Yim, 14 Yee, 15 Lam, 17 Fong, 18 Cheung, CT: Chan Shiu Ki                                                               |
| 8.  | Rep. Ceca     | Formazione: 2 Virtová, 4 Chaloupková, 6 Šmídová, 8 Kuníková, 9 Svobodová, 10 Benediktová, 11 Grabovská, 12 Dlouhá, 14 Kolářová, 15 Kneiflová, 19 Weidenthalerová, 27 Kalhousová, CT: Marek |
| 9.  | Taipei cinese | Formazione: 5 Wu, 6 Chiu, 7 Lin S.h., 8 Chen J.m., 9 Kan, 10 Hsu, 12 Liao Y.j., 13 Huang, 14 Chen L.j., 15 Lin C.j., 17 Liu, 20 Liao C.a., CT: Chen Y.a.                                   |
| 10. | Argentina     | Formazione: 2 Almeyda, 3 Brandan, 5 Polanis, 6 Nieva, 7 Benítez, 8 Piccolo, 9 Reinoso, 12 Holzmaisters, 14 Nielson, 15 Torino, 17 Corbalán, 19 Giraudo, CT: Vincente                       |
| 11. | Colombia      | Formazione: 2 Alvarez, 3 Valencia, 4 Zapata, 6 Villa, 8 Hernández, 9 Ramírez, 10 Londono, 14 Vasco, 15 Cuartas, 16 Restrepo, CT: Hernández Atéhortua                                       |
| 12. | India         | Formazione: 1 Kumari, 2 Nag, 3 Priyadarshini, 4 Kumaran, 5 Kuriyedath, 6 Pathak, 7 Shukla, 8 Rajangam, 9 Roy, 10 Neha, 12 Sree, 17 Kozhoththazham, CT: Viswambharan                        |

## Statistiche
| Rendimento individuale | Rendimento individuale | Rendimento individuale | Rendimento individuale |
| Pos.                   | Nome                   | Punti                  | Squadra                |
| ---------------------- | ---------------------- | ---------------------- | ---------------------- |
| 1                      | Bintu Diop             | 92                     | Italia                 |
| 2                      | Camila Mesquita        | 87                     | Brasile                |
| 3                      | Sabrina Machado        | 85                     | Brasile                |
| 4                      | Yoshino Sato           | 81                     | Giappone               |
| 5                      | Weronika Szlagowska    | 75                     | Polonia                |
| 6                      | Chim Wing-lam          | 71                     | Hong Kong              |
| 6                      | Aleksandra Rasińska    | 71                     | Polonia                |
| 8                      | Ameze Miyabe           | 67                     | Giappone               |
| 9                      | Julita Piasecka        | 64                     | Polonia                |
| 10                     | Wu Mengjie             | 63                     | Cina                   |

| Attacchi vincenti | Attacchi vincenti   | Attacchi vincenti | Attacchi vincenti |
| Pos.              | Nome                | Punti             | Squadra           |
| ----------------- | ------------------- | ----------------- | ----------------- |
| 1                 | Camila Mesquita     | 81                | Brasile           |
| 2                 | Sabrina Machado     | 71                | Brasile           |
| 2                 | Yoshino Sato        | 71                | Giappone          |
| 4                 | Bintu Diop          | 70                | Italia            |
| 5                 | Aleksandra Rasińska | 66                | Polonia           |
| 6                 | Weronika Szlagowska | 65                | Polonia           |
| 7                 | Chim Wing-lam       | 63                | Hong Kong         |
| 8                 | Julita Piasecka     | 56                | Polonia           |
| 9                 | Ameze Miyabe        | 55                | Giappone          |
| 9                 | Wu Mengjie          | 55                | Cina              |

| Muri vincenti | Muri vincenti       | Muri vincenti | Muri vincenti |
| Pos.          | Nome                | Punti         | Squadra       |
| ------------- | ------------------- | ------------- | ------------- |
| 1             | Gao Yi              | 18            | Cina          |
| 2             | Bintu Diop          | 14            | Italia        |
| 3             | Jussara da Silva    | 13            | Brasile       |
| 3             | Michaela Dlouhá     | 13            | Rep. Ceca     |
| 5             | Małgorzata Lisiak   | 12            | Polonia       |
| 5             | Marta Orzyłowska    | 12            | Polonia       |
| 7             | Agnese Cecconello   | 10            | Italia        |
| 7             | Weronika Szlagowska | 10            | Polonia       |
| 9             | Lenara Baijo        | 9             | Brasile       |
| 9             | Leticya Franco      | 9             | Brasile       |
| 9             | Ema Kneiflová       | 9             | Rep. Ceca     |
| 9             | Linda Nwakalor      | 9             | Italia        |
| 9             | Yim Wing-ni         | 9             | Hong Kong     |

| Battute vincenti | Battute vincenti | Battute vincenti | Battute vincenti |
| Pos.             | Nome             | Punti            | Squadra          |
| ---------------- | ---------------- | ---------------- | ---------------- |
| 1                | Annegret Hölzig  | 9                | Germania         |
| 2                | Bintu Diop       | 8                | Italia           |
| 3                | Linda Nwakalor   | 7                | Italia           |
| 4                | Emma Cagnin      | 6                | Italia           |
| 4                | Sabrina Groth    | 6                | Brasile          |
| 4                | Sabrina Machado  | 6                | Brasile          |
| 4                | Ameze Miyabe     | 6                | Giappone         |
| 4                | Yoshino Sato     | 6                | Giappone         |
| 4                | Wang Wenhan      | 6                | Cina             |
| 10               | Sofía Cuartas    | 5                | Colombia         |
| 10               | Jussara da Silva | 5                | Brasile          |
| 10               | Eva Svobodová    | 5                | Rep. Ceca        |